# Syncomistes
Syncomistes é um género de peixe da família Terapontidae.
Este género contém as seguintes espécies:
- Syncomistes kimberleyensis
- Syncomistes rastellus